# Лемер, Шарль

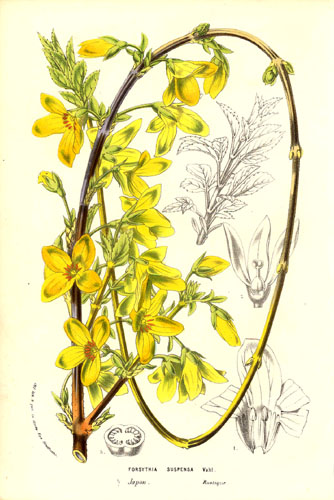
Ботаническая иллюстрация Forsithia suspensa из журнала «Flore des serres et des jardins de l’Europe», 1857, выпуск 12 (рис. 1253)

Шарль Антуа́н Леме́р (фр. Charles Antoine Lemaire; 1 ноября 1800 года, Париж — 22 июля 1871 года, Париж) — французский ботаник и писатель, систематик живой природы, автор наименований ряда ботанических таксонов.

## Биография
Лемер получил раннее и всестороннее образование. Он учился в Парижском университете и после окончания получил должность профессора классической литературы в Университете.
В какой-то момент академической карьеры его интересы переместились в область ботаники, чему способствовала его близкая дружба с М. Ньюманом, главным садоводом Музея естествознания, и это стало радикальной переменой в его жизни.
Лемер начал свою научную карьеру, помогая М. Матиу, работнику парижского питомника, в создании коллекции кактусов, и этим растениям он посвятил большую часть своей дальнейшей работы.
В 1835 A. Кузен, издатель в Париже, основал садоводческий журнал и попросил Лемера стать его редактором. С 1839 по 1844 Лемер редактировал журнал «L’Horticulture universelle», в котором сам написал бо́льшую часть содержания.
В 1845 он был приглашён в Гент, в Бельгию, где занял должность редактора журнала «Flore des serres et des jardins de l’Europe», основанном Луи Ван-Гуттом (нидерл. Louis van Houtte).
В 1851 он стал редактором «Jardin Fleuriste» (по 1854), а с 1854 — «L’Illustration horticole», основанным Амбруазом Вершаффелем, и занимал эту должность в течение шестнадцати лет (по 1870).
Он возвратился в Париж в 1870 и умер там же 22 июня 1871.
Именем ботаника назван остров в Антарктике (Берег Данко).

## Научная деятельность
В дополнение к обширному количеству его собственных статей, которые опубликованы в журналах, отредактированных Лемером, он издал небольшие работы о кактусах и суккулентах:
- «Cactearum aliquot novarum» (1838);
- «Cactearum genera nova speceesque novae etc. ordinatio nova» (Париж, 1839);
- «Iconographie descriptive des cactées» (Париж: H. Cousin, 1841—1847);
- «Les Cactées. Histoire, patrie, organes de végétation, inflorescence, culture, etc.» par Ch. Lemaire, Professeur de Botanique, rédacteur de l’Illustration horticole à Gand. Paris, Librairie agricole de la Maison rustique, 1868;
- «Les plantes grasses» (1869).

Планы Лемера относительно главной книги по кактусам не были реализованы, хотя он собрал для этого обширный материал. Он жил в бедности бо́льшую часть своей жизни и не приобрёл репутацию, которая помогла бы ему найти состоятельного спонсора.
Эдуард Андре, его преемник на посту редактора «L’Illustration Horticole», написал о нём: «Потомство оценит Лемера выше, чем его современники».